# أوبلوتشاي
اوبلوتشاي (الروسية: Облучье) هي إحدى مدن روسيا في الكيان الفدرالي الروسي الأوبلاست اليهودية الذاتية.